# FC 타라즈
FC 타라즈(카자흐어: Футбол Клубы Тараз)는 타라즈를 연고로 하는 카자흐스탄의 축구 클럽이다. 현재는 카자흐스탄 프리미어리그에 참가하고 있다.

## 성적
- 카자흐스탄 프리미어리그 1회 우승 (1996)
- 카자흐스탄 컵 1회 우승 (2004)

## 선수 명단

### 현역
참고: FIFA 자격 규정에 따라 소속된 국가대표팀 국기를 표시합니다. 선수는 복수의 FIFA 비회원국 국적을 가지고 있을 수 있습니다.
| 번호 | 포지션 | 국적       | 이름                |
| ---- | ------ | ---------- | ------------------- |
| 39   | FW     | 카자흐스탄 | 자크야프 코잠베르디 |

| 번호 | 포지션 | 국적 | 이름 |
| ---- | ------ | ---- | ---- |

## 역대 감독
| 감독              | 임기        |
| ----------------- | ----------- |
| 쿠르반 베르디예프 | 1986 ~ 1993 |
| 륩코 페트로비치   | 2011 ~ 2013 |